# Łada 2120
Łada Nadieżda (ВАЗ-2120) – samochód osobowy, minivan bazujący na modelu Niva produkowany przez rosyjską firmę AwtoWAZ w latach 1998–2006. Nadieżda była pierwszym samochodem segmentu minivanów

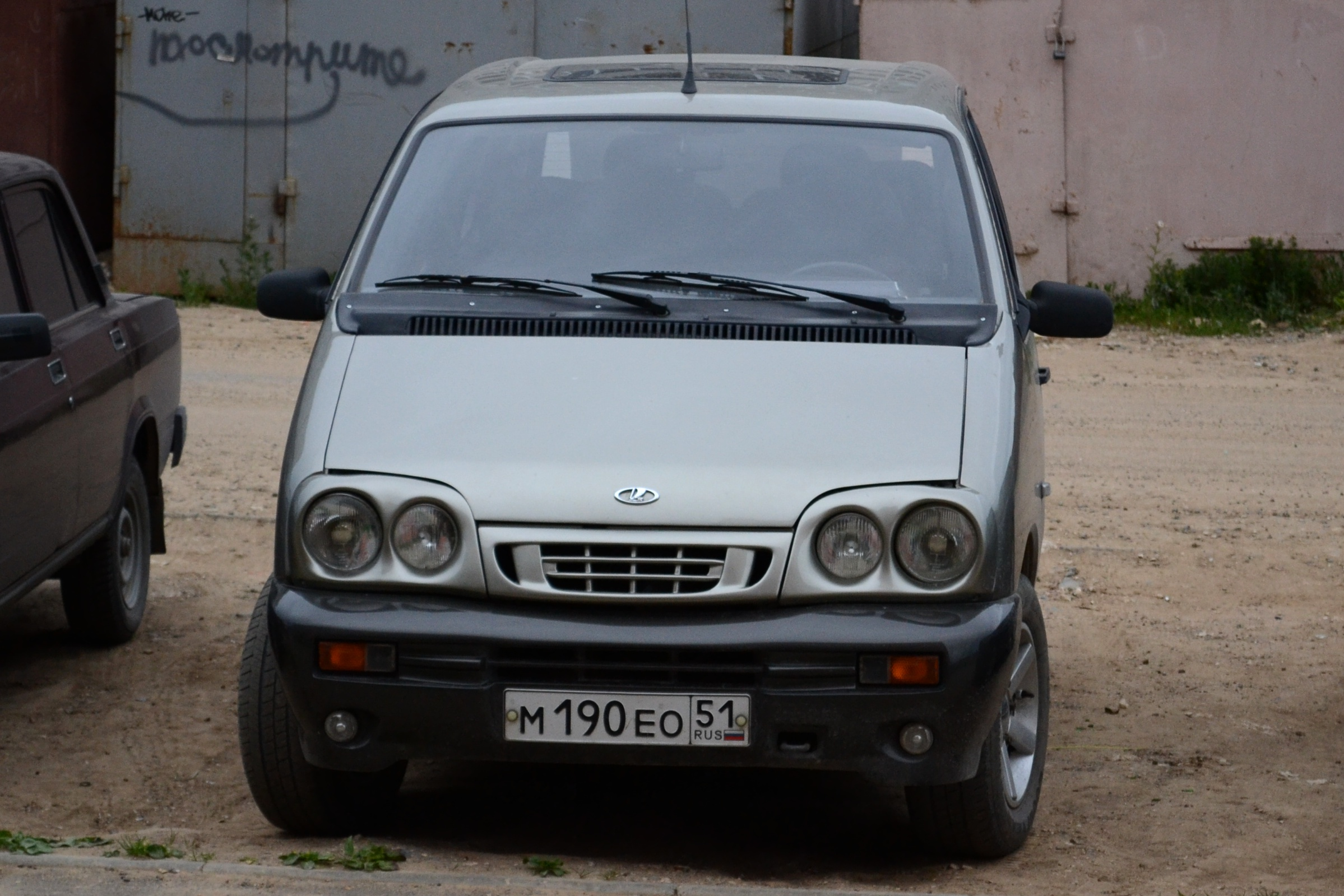
Łada Nadieżda przed liftingiem

W roku 2000 samochód przeszedł face lifting, od sierpnia 2003 oprócz standardowej wersji z napędem na cztery koła była dostępna także wersja z napędem tylko na przednią oś.
Samochód był oferowany z dwoma silnikami benzynowymi o pojemności 1,7 l o mocy 80 KM przy 5200 obr./min oraz 1,8 l o mocy 81,5 KM przy 5000 obr./min.

## Odmiany Łady Nadieżda
- 21200 - podstawowa wersja siedmiomiejscowa (1998)
- 2120 Manager - specjalistyczna wersja dla przedsiębiorców (2003)
- 21290 - specjalistyczna dostawcza wersja trzymiejscowa (2001)